# ドクターキュアセル
株式会社ドクターキュアセルは、自治医科大学の認定ベンチャーであるキュアセルのグループ会社。東京都中央区築地に本社を置く日本の抗老化を事業領域とする化粧品・サプリメントの開発を行う。自治医科大学と共同研究を行っており、自治医科大学の教授が役員に就任している。

## 概要
グループ会社のキュアセルより医薬品創薬事業以外を切り離す会社分割により設立された。

## 主な取引銀行
- 東日本銀行本店営業部
- 三井住友銀行日本橋支店・日本橋法人営業部
- みずほ銀行宇都宮支店
- 日本政策金融公庫

## 沿革
- 2025年（令和7年）1月 医薬品創薬以外の事業をキュアセルより切り離す会社分割により設立。